# Isola Krestovyj
L'isola Krestovyj (in russo остров Крестовый, ostrov Krestovyj) è un'isola russa, bagnata dal mare di Barents.
Amministrativamente fa parte del Kol'skij rajon, dell'oblast' di Murmansk, nel Circondario federale nordoccidentale.

## Geografia
L'isola è situata all'interno della baia Bol'šaja Lukovaja (губа Большая Луковая), a ovest della baia Ara (губа Ара), nella parte sudoccidentale del mare di Barents. Dista dalla terraferma, nel punto più vicino, circa 65 m.
Krestovyj è un'isola dalla forma rettangolare irregolare, che si trova sul lato occidentale della baia Bol'šaja Lukovaja, all'interno del più vast golfo Motovskij, tra capo Lukovoj (мыс Луковой) a ovest e capo Dobrjagin (мыс Добрягин) a est.

Orientata in direzione nordest-sudovest, ha una costa orientale frastagliata, mentre quella più vicina alla terraferma è più lineare. Misura circa 445 m di lunghezza e 175 m di larghezza massima nella parte centrale. A nord, raggiunge l'altezza massima di 11,4 m s.l.m.

## Isole adiacenti
Nelle vicinanze di Krestovyj si trovano:
- Isola Bol'šoj Arskij (остров Большой Арский), 2,45 km a est, è un'isola di forma allungata irregolare, all'ingresso della baia Ara. (69°27′30.5″N 32°55′30″E)
- Isola Malyj Arskij (остров Малый Арский), 1,4 km a sudest, è un'isola di forma semicircolare irregolare, sempre all'ingresso della baia Ara. (69°27′11.5″N 32°53′15″E)